# شاخص فرابنفش

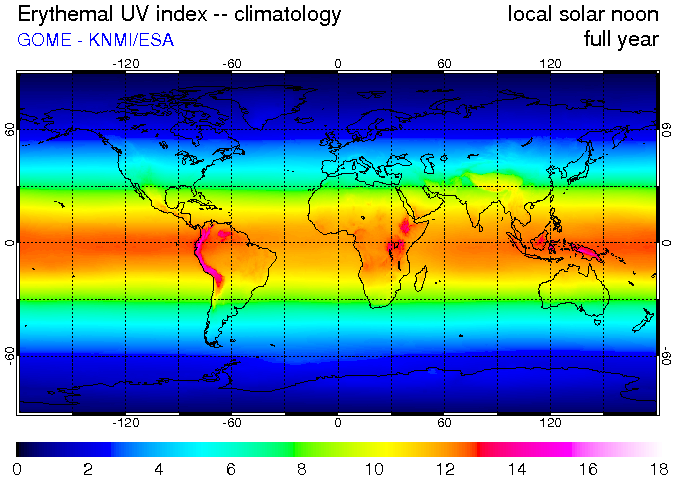
میانگین تابش پرتو فرابنفش در هنگام ظهر بین سال‌های ۱۹۹۶ تا ۲۰۰۲ (آژانس فضایی اروپا)

شاخص فرابنفش (به انگلیسی: Ultraviolet index) یا به اختصار شاخص UV، یک مقدار کمّی است که شدت پرتو فرابنفش را در یک محل و منطقه نشان می‌دهد. این شاخص اندازه‌گیری استاندارد بین‌المللی قدرت آفتاب‌سوختگی ناشی از تابش فرابنفش در یک مکان و زمان خاص است. شاخص فرابنفش در درجه اول در پیش‌بینی‌های روزانه و ساعتی با هدف استفاده عموم مردم به‌کار می‌رود. شاخص UV به‌صورت یک مقیاس خطی با انتهای باز طراحی شده است که نسبت مستقیم با شدت تابش فرابنفش دارد و برای طول موجی که باعث آفتاب‌سوختگی پوست انسان می‌شود، تنظیم شده است. هدف از شاخص فرابنفش کمک به مردم برای محافظت مؤثر از خود در برابر پرتو فرابنفش است که در حد اعتدال برای سلامتی مفید است اما مقدار بیش از حد آن باعث آفتاب‌سوختگی، پیری پوست، آسیب DNA، سرطان پوست، سرکوب سیستم ایمنی و آسیب‌هایی مانند آب‌مروارید به چشم انسان می‌شود.
این مقیاس توسط دانشمندان کانادایی در سال ۱۹۹۲ تهیه و سپس در سال ۱۹۹۴ توسط سازمان جهانی بهداشت و سازمان جهانی هواشناسی پذیرفته و استانداردسازی شد. سازمان‌های بهداشت عمومی توصیه می‌کنند در زمانی که شاخص فرابنفش ۳ یا بالاتر است و مردم زمان قابل توجهی را در خارج از منزل سپری کنند، از خود (مثلاً با استفاده از کرم ضدآفتاب روی پوست و استفاده از کلاه و عینک آفتابی) محافظت کنند. برای توصیه‌های دقیق تر به جدول زیر مراجعه کنید.

## توصیف

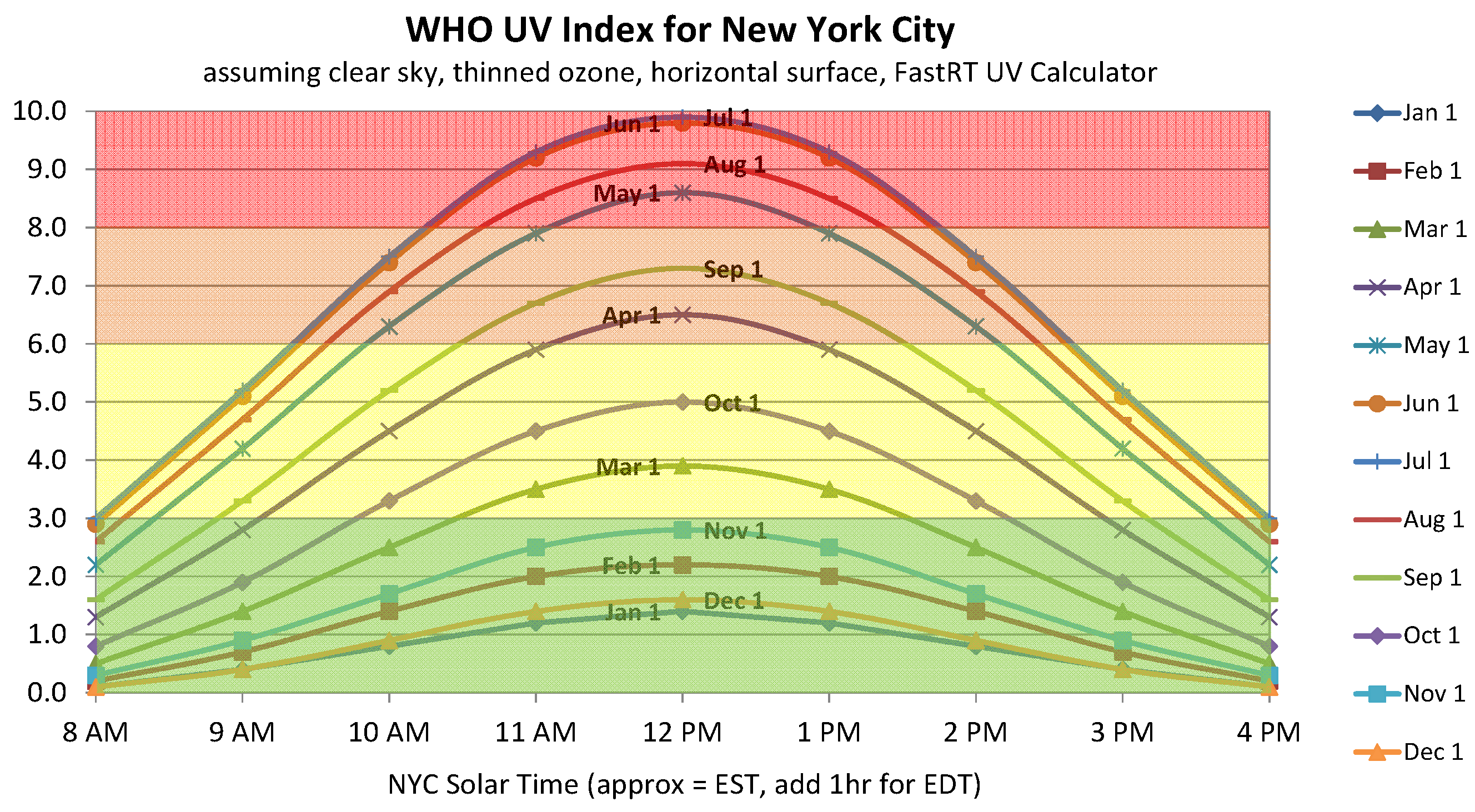
تغییرات معمولی شاخص فرابنفش UV بر پایهٔ زمان روز و زمان سال، در حدود ۴۰٫۷۱ تا ۷۴٫۰۱ بر اساس ماشین‌حسابگر FastRT UV

شاخص فرابنفش یک مقیاس خطی است که شدت تابش پرتو فرابنفش را با توجه به آفتاب‌سوختگی اندازه‌گیری می‌کند. به عنوان مثال، با فرض توزیع توان طیفی مشابه، تابش با شاخص فرابنفش ۱۲ دو برابر شدت تابش با شاخص فرابنفش ۶ است. برای طیف وسیعی از مقیاس‌های زمانی، آفتاب‌سوختگی در پاسخ به پرتو فرابنفش کنترل‌شده، متناسب با تعداد کل فوتون‌های دریافتی رخ می‌دهد و با شدت یا مدت قرارگیری در معرض نور خورشید تغییر نمی‌کند. بنابراین، در شرایط مشابه، فردی که پس از ۳۰ دقیقه قرار گرفتن در معرض شاخص فرابنفش ۶ دچار آفتاب‌سوختگی می‌شود، به احتمال زیاد پس از ۱۵ دقیقه قرار گرفتن در معرض شاخص فرابنفش ۱۲ دچار آفتاب سوختگی بیشتری خواهد شد، زیرا شدت تابش دو برابر اما مدت زمان نصف شده است. این مقیاس خطی برخلاف سایر مقیاس‌های رایج محیطی مانند دسی‌بل یا مقیاس ریشتر است که لگاریتمی هستند، یعنی شدت برای هر مرحله در مقیاس چندبرابر شده و به‌صورت تصاعدی افزایش می‌یابد.
شاخص فرابنفش صفر برابر با مقدار صفر تابش فرابنفش است، همان‌طور که اساساً در شب این اتفاق می‌افتد. شاخص فرابنفش ۱۰ تقریباً مربوط به نور خورشید در نیمه روز تابستان در مناطق مدارگانی با آسمان صاف است، زمانی که شاخص UV در ابتدا طراحی شده بود. اکنون مقادیر تابستانی شاخص UV در حدود عدد ۱۰ برای عرض‌های جغرافیایی مناطق مدارگانی (حارّه‌ای)، ارتفاعات کوهستانی، مناطقی با قابلیت بازتاب یخ یا آب و مناطقی با تخریب لایه اوزون بالاتر از حد متوسط، پدیده‌ای رایج و عادی است.
در حالی که شاخص UV را می‌توان از اندازه‌گیری مستقیم توان طیفی UV در یک مکان مشخص محاسبه کرد، همان‌طور که برخی از دستگاه‌های قابل حمل ارزان‌قیمت قادر به اندازه‌گیری تقریبی هستند، مقدار شاخص فرابنفشی که در گزارش‌های هواشناسی بیان می‌شود، معمولاً یک پیش‌بینی بر اساس مدلی کامپیوتری است. شاخص پیش‌بینی‌شده UV در این گزارش‌ها اگرچه ممکن است دارای خطا باشد (به‌ویژه زمانی که شرایط ابری به‌طور غیرمنتظره سنگین یا سبک است)، ولی ان خطا معمولاً در محدوده ۱ ± واحد شاخصی است که اندازه‌گیری می‌شود.
هنگامی که شاخص UV به صورت روزانه ارائه می‌شود، نشان‌دهنده شدت UV در هنگام بالاترین نقطه ارتفاع ظاهری خورشید در روز است که ظهر خورشیدی، نیمه راه بین طلوع و غروب خورشید نامیده می‌شود. ظهر خورشیدی معمولاً بین ساعت‌های ۱۱:۳۰ تا ۱۲:۳۰ یا بین ساعت‌های ۱۲:۳۰ تا ۱۳:۳۰ در مناطق دارای ساعت تابستانی رخ می‌دهد. پیش‌بینی‌های شاخص UV توسط یک مدل کامپیوتری انجام می‌شود که اثرات فاصله خورشید و زمین، زاویه سرسوی خورشیدی، مقدار کل ازون، عمق نوری هواویز‌های تروپوسفر، ارتفاع از سطح دریا، بازتاب برف و یخ و گذار ابرها را محاسبه می‌کند، همه این عوامل بر میزان تابش فرابنفش در سطح تأثیر می‌گذارند.

## تعریف علمی

اثر آفتاب‌سوختگی (که با شاخص UV اندازه‌گیری می‌شود)، حاصل طیف قدرت نور خورشید (شدت تابش) و طیف عمل اریتمی (حساسیت پوست) در محدوده طول موج فرابنفش است.

شاخص فرابنفش عددی است که به‌صورت خطی با شدت پرتو فرابنفش عامل آفتاب‌سوختگی در یک نقطه معین از سطح زمین مرتبط است. مقدار این شاخص به‌سادگی با چگالی تابش (که با وات بر متر مربع اندازه‌گیری می‌شود) مرتبط نیست، زیرا پرتو فرابنفش که بیشترین نگرانی را ایجاد می‌کند، طیفی از طول موج‌های ۲۹۵ تا ۳۲۵ نانومتر است و طول موج‌های کوتاه‌تر در هنگام رسیدن به سطح زمین به مقدار زیادی جذب شده‌اند؛ بنابراین طیف قدرت UV (به‌صورت وات بر متر مربع به ازای هر نانومتر طول موج بیان می‌شود) با یک منحنی وزنی ضرب می‌شود که به‌عنوان طیف عمل اریتمال مک‌کینلی–دیفی استاندارد CIE شناخته می‌شود. چند فرمول‌های قدیمی‌تر نیز برای طیف وجود دارد که نتایج آن‌ها تا ۲٪ تفاوت دارد. نتیجه در کل طیف یکپارچه شده است. این یک رقم وزنی به دست می‌دهد. این رقم وزنی به نام چگالی تابش وزنی فرابنفش دیفی (DUV) یا نرخ دوز اریتمال نامیده می‌شود. از آنجایی که وزن نرمال‌سازی برای طول موج‌های بین ۲۵۰ نانومتر و ۲۹۸ نانومتر، ۱ است، منبع یک چگالی تابش DUV معین، تقریباً به اندازه منبع تابشی که این طول موج‌ها را با همان شدت منتشر می‌کند، باعث آفتاب‌سوختگی می‌شود. اگرچه عدم دقت در تعریف طیف و واکنش‌های متفاوت بر اساس نوع پوست، ممکن است به این معنی باشد که این رابطه در واقع برقرار نیست. هنگامی که شاخص طراحی شد، نور خورشید معمولی در ظهر تابستان حدود ۲۵۰ میلی‌وات بر متر مربع بود؛ بنابراین، برای راحتی، DUV بر ۲۵ میلی‌وات بر متر مربع تقسیم می‌شود تا شاخصی اسمی از ۰ تا ۱۱+ به‌دست آید، اگرچه در حال حاضر تخریب لایه ازن منجر به مقادیر بالاتری در این شاخص شده است.
برای نشان دادن اصل وزن‌دهی طیف، چگالی توان فرودی در نور خورشید ظهر تابستان معمولاً ۰٫۶ میلی‌وات/نانومتر مترمربع در طول موج ۲۹۵ نانومتر، ۷۴ میلی‌وات/نانومتر مترمربع در طول موج ۳۰۵ نانومتر و ۴۷۸میلی‌وات/نانومتر مترمربع در طول موج ۳۲۵ نانومتر است. (به جذب عظیمی که قبلاً در اتمسفر در طول موج‌های کوتاه رخ داده توجه کنید). فاکتورهای وزنی اریتمی اعمال‌شده برای این ارقام به ترتیب ۱٫۰، ۰٫۲۲ و ۰٫۰۰۳ است. (همچنین به افزایش عظیم آسیب ناشی از آفتاب‌سوختگی ناشی از طول موج‌های کوتاه توجه کنید؛ به عنوان مثال، در تابندگی یکسان، طول موج ۳۰۵ نانومتر ۲۲ درصد طول موج ۲۹۵ نانومتری آسیب‌زا است و آسیب طول موج ۳۲۵ نانومتر، ۰٫۳ درصد طول موج ۲۹۵ نانومتری است). یکپارچه‌سازی این مقادیر با استفاده از تمام وزن‌های میانی در محدوده طیفی کامل از ۲۹۰ تا ۴۰۰ نانومتر، رقم ۲۶۴ میلی‌وات/مترمربع (DUV) را به‌دست می‌دهد که سپس بر ۲۵ میلی‌وات/مترمربع تقسیم می‌شود تا شاخص UV برابر با ۱۰٫۶ به‌دست آید.

## کاربرد شاخص
شاخص UV میزان تابش فرابنفش را در مقیاس ۱ تا ۱۱+ نشان می‌دهد. هر چه میزان این شاخص بیشتر شود، چشم و پوست در برابر آن آسیب بیشتری می‌بیند. میزان این شاخص در زمان‌های مختلف روز تفاوت دارد، ولی در گزارش شاخص، تأکید بر حداکثر روزانه شاخص در ۴ ساعت پیرامون ظهر در محل مورد نظر است. برپایه استاندارد شاخص جهانی تابش فرابنفش خورشیدی، اگر این شاخص روی اعداد ۱ و ۲ باشد، بی‌خطر است. شاخص ۳، ۴ و ۵ نشان‌دهنده کم‌خطر بودن آن و شاخص ۶ و ۷ نشان‌دهنده خطر زیاد است. شاخص ۸، ۹ و ۱۰ بیانگر خطر بسیار زیاد و شاخص ۱۱ و بالاتر اعلام می‌کند که خطر بسیار شدید است. برهمین پایه نیاز است تا اقدام‌های حفاظتی مختلفی برای جلوگیری از آسیب دیدن در برابر پرتو فرابنفش خورشید انجام داد. اگر شاخص پرتو کمتر از ۲ باشد، حداکثر در ساعات میانی روز می‌توان از عینک آفتابی و کرم‌های ضدآفتاب استفاده کرد. در شاخص ۳ تا ۵ استفاده از عینک، کرم و کلاه ضروری است و هر کدام از وسایل باید شرایط خاص خود را داشته باشند. در شاخص‌های زیاد، خیلی زیاد و بیش از حد زیاد باید از عینک، کرم ضدآفتاب، کلاه و چتر و لباس ضخیم استفاده شود. البته در تابش‌های بیش از حد زیاد (شاخص بزرگ‌تر از ۱۲) توصیه می‌شود که افراد تا حد امکان از خانه بیرون نروند، به‌ویژه از ساعت ۱۰ صبح تا ۱۶ بعدازظهر. در صورت بیرون رفتن از خانه نیز باید مراقبت‌های بایسته را انجام دهند.
توصیه‌های زیر برای بزرگسالان متوسط با پوست کمی برنزه است (نوع دوم رنگ پوست انسان بر پایه مقیاس فیتزپاتریک). افراد با پوست تیره‌تر (نوع ۵ و بالاتر) با احتمال بیشتری در برابر قرار گرفتن در معرض مقادیر بالای نور خورشید مقاومت دارند؛ در حالی که اقدامات احتیاطی بیشتری برای کودکان، سالمندان، به ویژه بزرگسالان با پوست روشن و کسانی که به دلایل پزشکی یا به دلیل قرار گرفتن در معرض پرتو فرابنفش در روزهای قبل حساسیت بیشتری به خورشید دارند، لازم است.
هنگامی که شاخص UV پیش‌بینی شده در روز در محدوده‌های عددی مختلف باشد، توصیه‌های محافظتی به شرح زیر است:
| شاخص فرابنفش | رنگ گرافیکی رسانه‌ای | خطر آسیب ناشی از قرار گرفتن محافظت‌نشده در معرض آفتاب، برای بزرگسالان متوسط | حفاظت توصیه‌شده |
| ------------ | ------------------- | -------------------------------------------------------------------------- | --- |
| ۲–۰          | سبز                 | "پایین"                                                                    | شاخص فرابنفش ۰ تا ۲ به معنای خطر کم پرتو UV خورشید برای افراد عادی است. در روزهای روشن از عینک آفتابی استفاده کنید. اگر به راحتی می‌سوزید، خود را بپوشانید و از کرم ضدآفتاب با 15+SPF استفاده کنید. سطوح روشن، ماسه، آب و برف قرارگیری در معرض فرابنفش را افزایش خواهند داد. |
| ۵–۳          | زرد                 | "متوسط"                                                                    | شاخص فرابنفش ۳ تا ۵ به معنای خطر متوسط آسیب ناشی از قرار گرفتن محافظت‌نشده در برابر آفتاب است. نزدیک ظهر که آفتاب شدیدتر است در سایه بمانید. اگر در فضای بیرون هستید، از لباس‌های محافظ در برابر آفتاب، کلاه لبه‌پهن و عینک آفتابی ضد پرتو فرابنفش استفاده کنید. کرم ضدآفتاب با SPF+50 را هر ۱/۵ ساعت، حتی در روزهای ابری و بعد از شنا یا عرق‌کردن استفاده کنید. سطوح روشن، مانند ماسه، آب و برف، قرار گرفتن در معرض پرتو فرابنفش را افزایش می‌دهند. |
| ۶–۷          | نارنجی              | "بالا"                                                                     | شاخص فرابنفش بین ۶ تا ۷ به معنای خطر بالای آسیب ناشی از قرار گرفتن محافظت‌نشده در برابر آفتاب است. محافظت در برابر آسیب پوست و چشم ضروری است. زمان قرار گرفتن در معرض نور خورشید را از ۱۰ صبح تا ۴ بعد از ظهر کاهش دهید. اگر در فضای بیرون هستید، به دنبال سایه باشید و از لباس‌های محافظ در برابر آفتاب، کلاه لبه پهن و عینک آفتابی ضد پرتو فرابنفش استفاده کنید. کرم ضدآفتاب با SPF+50 را هر ۱/۵ ساعت، حتی در روزهای ابری و بعد از شنا یا عرق‌کردن استفاده کنید. سطوح روشن، مانند ماسه، آب و برف، قرار گرفتن در معرض پرتو فرابنفش را افزایش می‌دهند.                                                                                  |
| ۱۰–۸         | سرخ                 | "بسیار بالا"                                                               | شاخص فرابنفش بین ۸ تا ۱۰ به معنای خطر بسیار بالای آسیب ناشی از قرار گرفتن محافظت‌نشده در برابر آفتاب است. اقدامات احتیاطی بیشتری انجام دهید زیرا پوست و چشم محافظت‌نشده آسیب می‌بیند و می‌تواند به سرعت بسوزد. زمان قرار گرفتن در معرض نور خورشید از ۱۰ صبح تا ۴ بعد از ظهر را به حداقل برسانید. اگر در فضای بیرون هستید، به دنبال سایه باشید و از لباس‌های محافظ در برابر آفتاب، کلاه لبه پهن و عینک آفتابی ضد پرتو فرابنفش استفاده کنید. کرم ضدآفتاب با SPF+50 را هر ۱/۵ ساعت، حتی در روزهای ابری و بعد از شنا یا عرق‌کردن استفاده کنید. سطوح روشن، مانند ماسه، آب و برف، قرار گرفتن در معرض پرتو فرابنفش را افزایش می‌دهند.             |
| ۱۱+          | بنفش                | "شدید"                                                                     | شاخص فرابنفش ۱۱ یا بیشتر به معنای خطر شدید آسیب ناشی از قرار گرفتن محافظت‌نشده در برابر آفتاب است. تمام اقدامات احتیاطی را انجام دهید زیرا پوست و چشم های محافظت‌نشده در عرض چند دقیقه می توانند دچار سوختگی شوند. سعی کنید از قرار گرفتن در معرض نور خورشید بین ساعت ۱۰ صبح تا ۴ بعد از ظهر خودداری کنید. اگر در فضای بیرون هستید، به دنبال سایه باشید و از لباس‌های محافظ در برابر آفتاب، کلاه لبه پهن و عینک آفتابی ضد پرتو فرابنفش استفاده کنید. کرم ضدآفتاب با SPF+50 را هر ۱/۵ ساعت، حتی در روزهای ابری و بعد از شنا یا عرق‌کردن استفاده کنید. سطوح روشن، مانند ماسه، آب و برف، قرار گرفتن در معرض پرتو فرابنفش را افزایش می‌دهند. |

تا کنون چندین اپلیکیشن پیش‌بینی و راهنما دربارهٔ تابش آفتاب منتشر شده است. این برنامه‌ها از شاخص فرابنفش و مقیاس فیتزپاتریک نوع پوست برای محاسبه حداکثر زمان قرار گرفتن در معرض آفتاب پیش از آفتاب‌سوختگی استفاده می‌کنند. مقیاس فیتزپاتریک برای برآورد دقیق حداقل دوز تابش مورد نیاز برای آفتاب‌سوختگی کافی نیست. در پژوهش‌ها، تنوع گسترده‌ای در درون و بین جمعیت‌های انسانی یافت شده است. به عنوان مثال، در ایالات متحده برای افراد نوع پوست V، حداقل دوز تابش مورد نیاز برای آفتاب‌سوختگی ۱۰۰–۶۰ میلیژول/سانتی‌متر مربع است، در حالی که در تایوان این مقدار ۲۴۰–۱۲۰ میلی‌ژول/سانتی‌متر مربع است. بدون توجه به وزن، یک ساعت شاخص UV برابر با ۹ میلی‌ژول/سانتی‌متر مربع است.